# Neustetten
Neustetten är en kommun (tyska Gemeinde) i Landkreis Tübingen i delstaten Baden-Württemberg i Tyskland. Kommunen består av ortsdelarna (tyska Ortsteile) Nellingsheim, Remmingsheim och Wolfenhausen. Folkmängden uppgår till cirka 3 900 invånare, på en yta av 15,88 kvadratkilometer.
Kommunen ingår i kommunalförbundet Rottenburg am Neckar tillsammans med staden Rottenburg am Neckar kommunerna Hirrlingen och Starzach.

## Befolkningsutveckling
| Befolkningsutvecklingen i Neustetten 1975–2015 | Befolkningsutvecklingen i Neustetten 1975–2015 | Befolkningsutvecklingen i Neustetten 1975–2015 | Befolkningsutvecklingen i Neustetten 1975–2015 | Befolkningsutvecklingen i Neustetten 1975–2015 |
| ---------------------------------------------- | ---------------------------------------------- | ---------------------------------------------- | ---------------------------------------------- | ---------------------------------------------- |
|                                                |                                                |                                                |                                                |                                                |
| År                                             |                                                |                                                | Folkmängd                                      | Areal (ha)                                     |
| 1975                                           | 1975                                           |                                                | 1 635                                          | 1 590                                          |
| 1980                                           | 1980                                           |                                                | 1 906                                          | 1 587                                          |
| 1985                                           | 1985                                           |                                                | 2 177                                          |                                                |
| 1990                                           | 1990                                           |                                                | 2 599                                          |                                                |
| 1995                                           | 1995                                           |                                                | 3 125                                          |                                                |
| 2000                                           | 2000                                           |                                                | 3 314                                          |                                                |
| 2005                                           | 2005                                           |                                                | 3 445                                          |                                                |
| 2010                                           | 2010                                           |                                                | 3 478                                          |                                                |
| 2015                                           | 2015                                           |                                                | 3 539                                          |                                                |
|                                                |                                                |                                                |                                                |                                                |